# 1987 RA1
1987 RA1 är en asteroid i huvudbältet som upptäcktes den 13 september 1987 av den belgiske astronomen Henri Debehogne vid La Silla-observatoriet.
Den tillhör asteroidgruppen Koronis.